# Монетный двор — Нумизматическая коллекция Банка Республики
Монетный двор — Нумизматическая коллекция Банка Республики (исп. Casa de Moneda — Collección numismática del Banco de la República) — нумизматический музей, расположенный в городе Богота.

## Монетный двор
В 1621 году, согласно указу короля Испании Филиппа III, в Боготе был основан монетный двор. В этом же году в Боготе (по другим сведениям — в Картахене) отчеканена первая золотая монета в истории американского континента. В течение длительного времени монетный двор представлял собой кузницу с печами для плавления, но в середине XVIII века король Фердинанд VI приказал расширить здание и освоить процесс механизированного производства монет. Реконструированный монетный двор был вновь открыт в 1756 году.
За последующие двести пятьдесят лет монетный двор значительно расширился и неоднократно перестраивался. Несмотря на это удалось сохранить оригинальные архитектурные особенности здания и 11 августа 1975 года монетный двор был объявлен национальным памятником Колумбии.

## Нумизматическая коллекция
Музей открыт для широкой публики 11 декабря 1996 года. Для посещения доступна постоянная нумизматическая коллекция, выставка искусства и несколько временных выставок. В коллекции представлены разнообразные монеты, банкноты, картины, изделия из золота и другие экспонаты, позволяющие проследить многовековую историю денежного обращения страны.

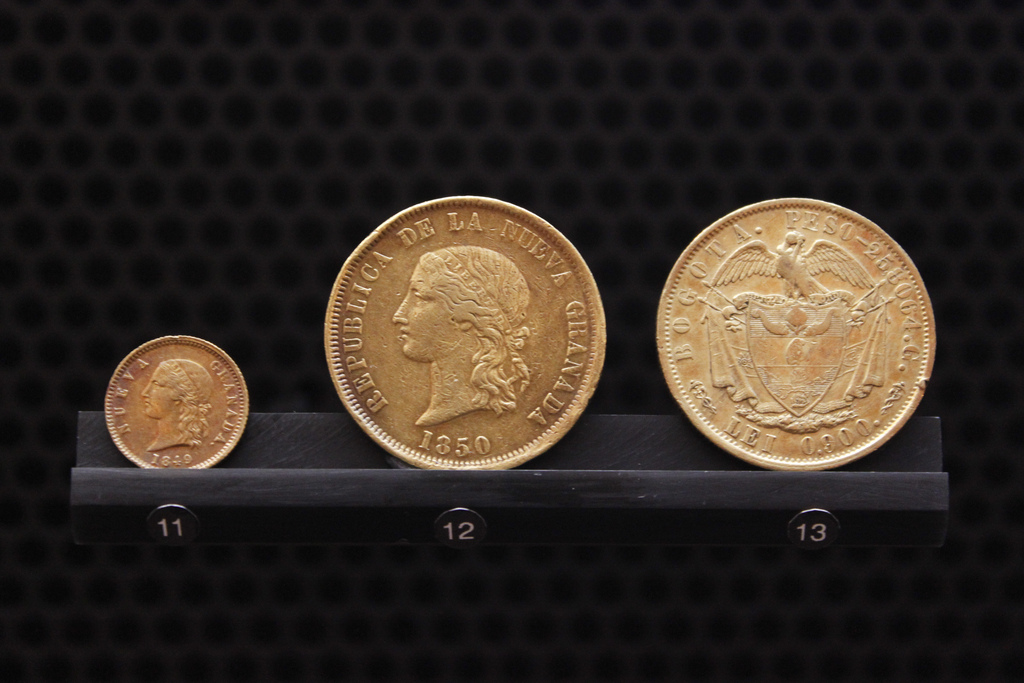
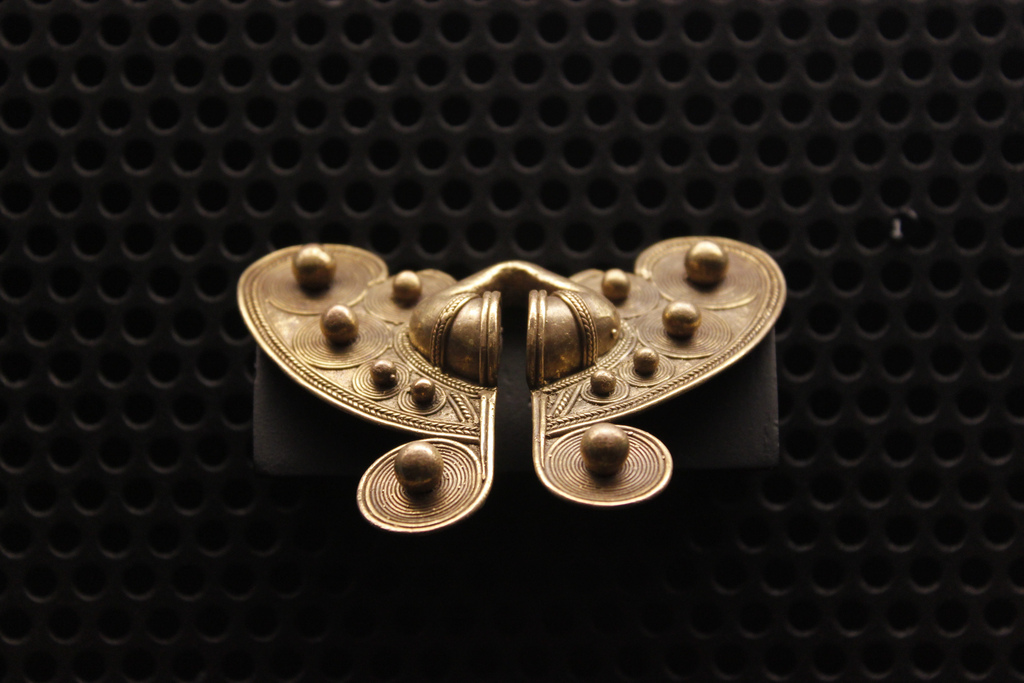
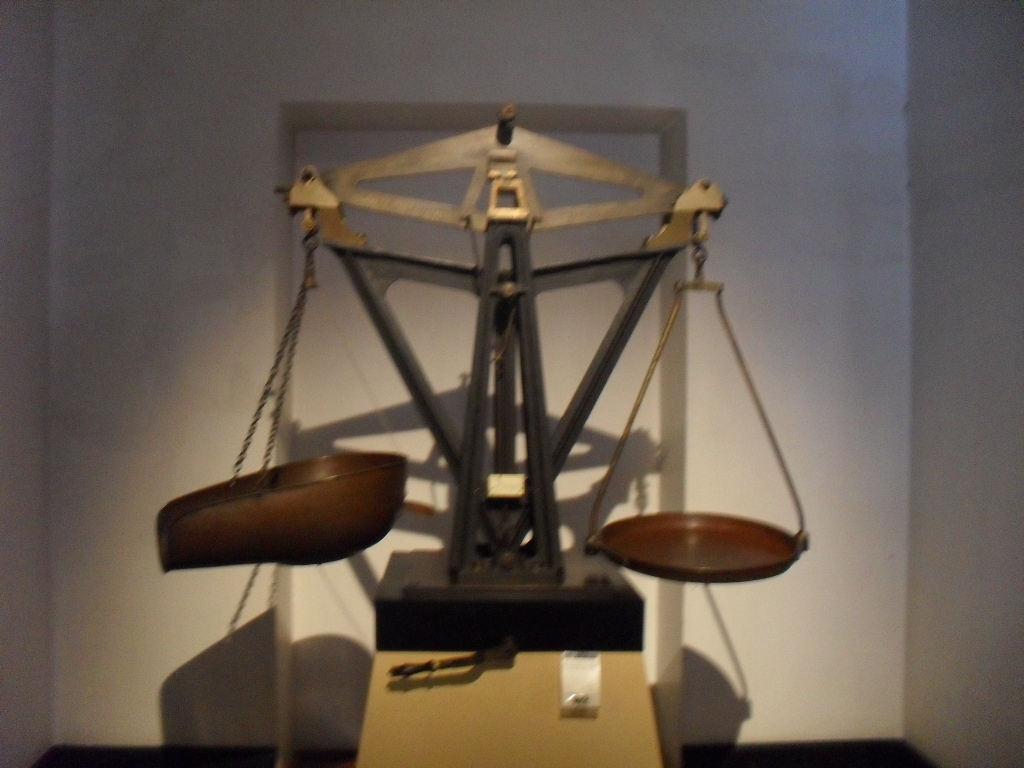
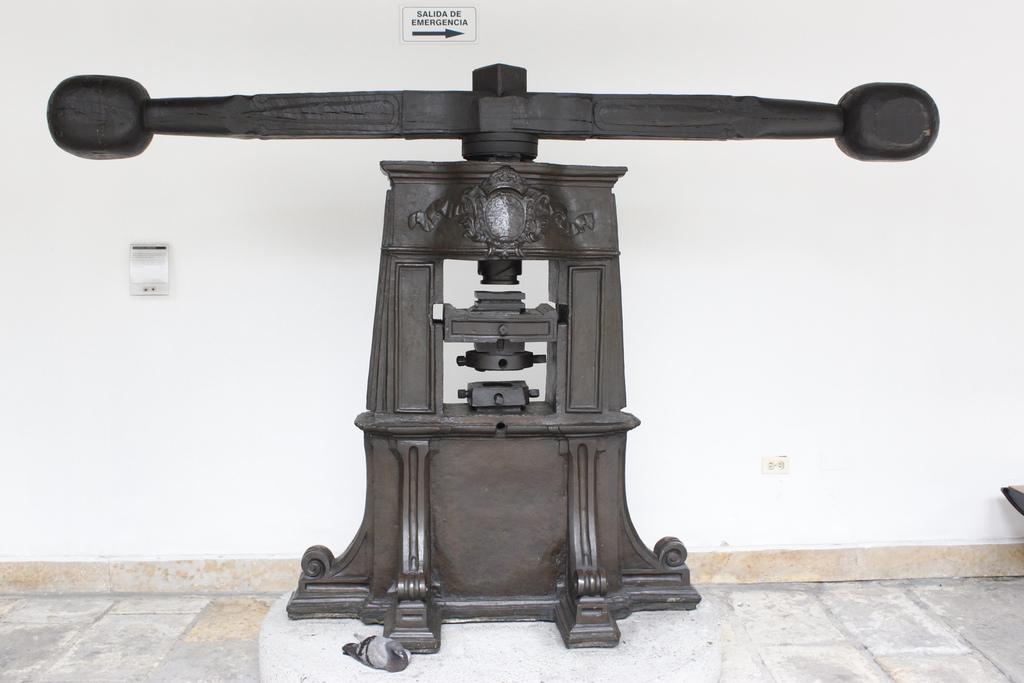